# Czukcze

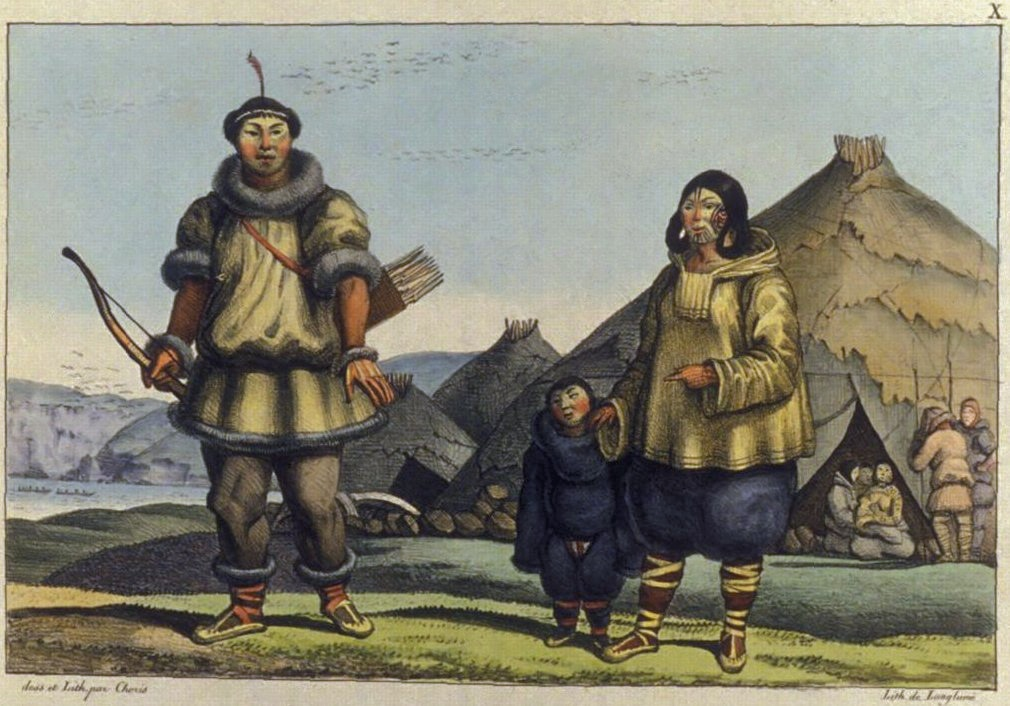
Rodzina Czukczów – rysunek z 1816 r.

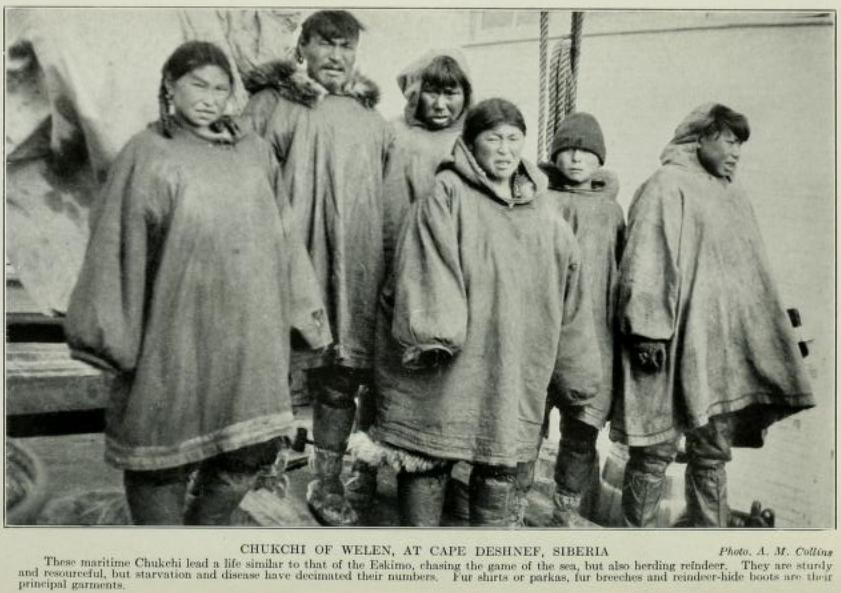
Czukcze – zdjęcie z 1913 r.

Czukcze, Czukczowie (nazwa własna ԓыгъоравэтԓьэт [ɬəɣʔorawətɬʔat] lub оравэтԓьэт, ros. чукчи) – paleoazjatycki lud syberyjskich autochtonów zamieszkujący północno-wschodnią Rosję.

## Liczebność i obszary zamieszkiwania
Populacja Czukczów liczy 15 769 osób (rosyjski spis powszechny z 2007 r.).

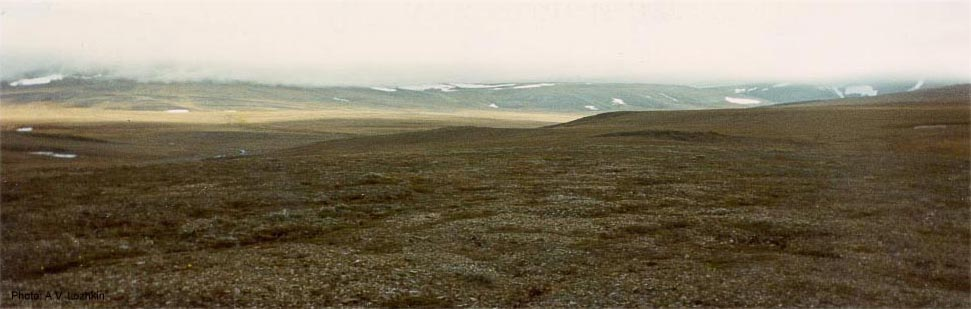
Tundra na Wyspie Wrangla na Morzu Czukockim

Czukcze zamieszkują Półwysep Czukocki, rejon Magadanu oraz Kołymy, obszar Czukockiego Okręgu Autonomicznego (ok. 12 tys. osób – ponad 3/4 całej populacji), północna część Kraju Kamczackiego (ok. 1,5 tys.), wschodnia część Republiki Jakucji (rejon niżnie-kołymski) – ok. 1,3 tys. oraz północne rejony Obwodu Magadańskiego.
Najbliżej spokrewnieni z Czukczami są Koriacy.
Obszary zamieszkiwane przez Czukczów zajmują blisko milion km² (choć Czukcze nie są tam jedyną ludnością rdzenną; na części terytorium są przemieszani z Eskimosami, Kerekami i Czuwańcami oraz Jakutami i Koriakami). Tereny te mają bardzo surowy, subpolarny klimat. Zima w północnej części ziem zamieszkanych przez Czukczów trwa nawet 10 miesięcy; średnia temperatura powietrza w styczniu waha się od −15 do −39 °C, zaś w lipcu od +5 do +10 °C. Obecna wieczna zmarzlina; dominującą formację roślinną stanowi tundra, na zachodzie przechodząca w lasotundrę. Na zachodzie, gdzie populacja Czukczów stanowi mniejszość wśród Jakutów i Rosjan, występuje też tajga. Na skrajnej północy oraz na terenach górskich (zajmujących ok. 1/4 obszaru czukockich ziem) występują też lodowe pustynie.

### Zmiany liczebności Czukczów
| rok  | liczba Czukczów (według danych spisowych) | Czukcze posługujący się językiem czukockim |
| ---- | ----------------------------------------- | ------------------------------------------ |
| 1897 | 11 751                                    | 100%                                       |
| 1926 | 12 3311)                                  | b.d.                                       |
| 1959 | 11 727                                    | 93,9%                                      |
| 1970 | 13 597                                    | 82,6%                                      |
| 1979 | 13 597                                    | 78,2%                                      |
| 1990 | 15 186                                    | 70,3%                                      |
| 2007 | 15 759                                    | 70,1%                                      |

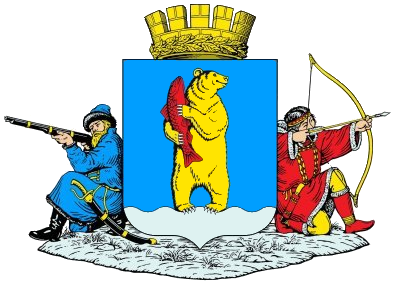
Wizerunek czukockiego myśliwego (po lewej stronie heraldycznej) umieszczony w wielkim herbie stolicy Czukockiego OA – Anadyru

1) dane niekompletne; ogólna liczba Czukczów w 1926 r. szacowana jest na ok. 15 tysięcy

## Grupy etnograficzne
Czukcze dzielą się na 2 grupy etnograficzne, różniące się trybem życia i sposobem prowadzenia gospodarki:
- Czauczu (czukoc. чаучу) – prowadzących koczownicze życie hodowców reniferów, żyjących w tundrze w głębi lądu, od których nazwy pochodzi przyjęta w większości języków nazwa całego narodu
- Ankałym (анкалын) – zamieszkujących stałe osady na wybrzeżach, zajmujących się głównie polowaniem na morskie ssaki.

Do połowy XX w. Czuaczu stanowili ok. 75–80% wszystkich Czukczów, w okresie późniejszym ich udział w populacji spadł.

## Historia

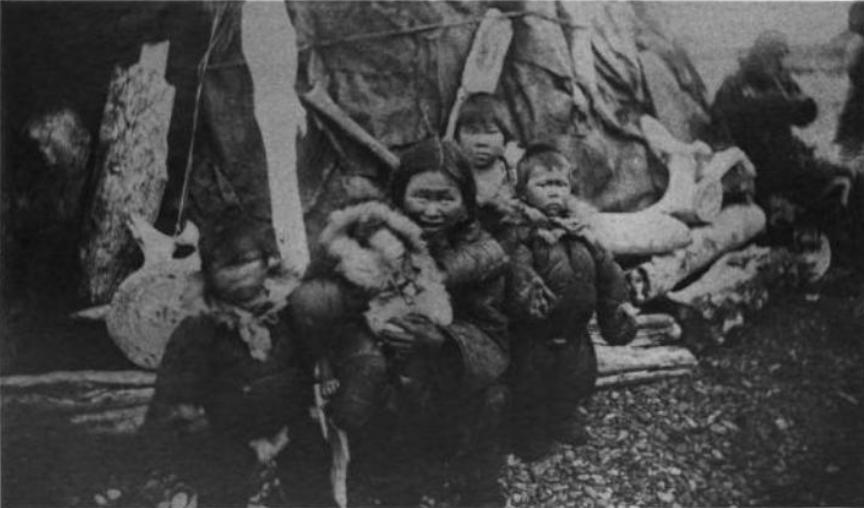
dzieci czukockie pod koniec XIX w.

### Prehistoria
Czukcze są prawdopodobnie jedną z najstarszych grup zamieszkujących Syberię. Na obszarze dzisiaj zajmowanym byli już 7 tys. lat temu. Niegdyś szerzej rozprzestrzenieni, zostali zepchnięci przez przybyłych z południa Jakutów, Ewenków i inne narody na najdalsze krańce kontynentu. Być może przodkowie Czukczów zasiedlili jako pierwsi Amerykę, przechodząc przez Beringię – lądowe połączenie Czukotki i Alaski, co najmniej 13–15 tys. lat temu.
Przodkowie Czukczów i spokrewnionych z nimi Koriaków zamieszkiwali niegdyś środkowe rejony Czukotki i byli myśliwymi polującymi głównie na dzikie renifery. Zamieszkiwali stałe osady, które przenosili co kilka lat.
W początkach I tysiąclecia n.e. część plemion przesunęła się w stronę morskich wybrzeży, gdzie zasymilowała zamieszkujące tam ludy eskimoskie i przyjęła ich kulturę oraz styl życia oparty na polowaniach na morskie ssaki. U pozostałych w głębi lądu Czukczów z czasem myślistwo utraciło na znaczeniu na rzecz hodowli reniferów.
W XVI i XVII w. Czukcze na długich, kilkudziesięcioosobowych łodziach obciągniętych skórą morsa dokonywali łupieżczych wypraw na inne ludy. W tym celu przeprawiali się do Ameryki przez Cieśninę Beringa, lub płynęli wzdłuż azjatyckiego wybrzeża, niszcząc i grabiąc znajdujące się na ich drodze osady. Celem tych wypraw było zdobycie łupów w postaci skór, wyrobów z metalu oraz broni, a także zdobycie niewolników, gdyż wyższe warstwy rozwarstwiającego się majątkowo społeczeństwa czukockiego potrzebowały siły roboczej, a bardzo niechętnie pozyskiwano niewolników pochodzących z własnego narodu.

### Okres panowania rosyjskiego

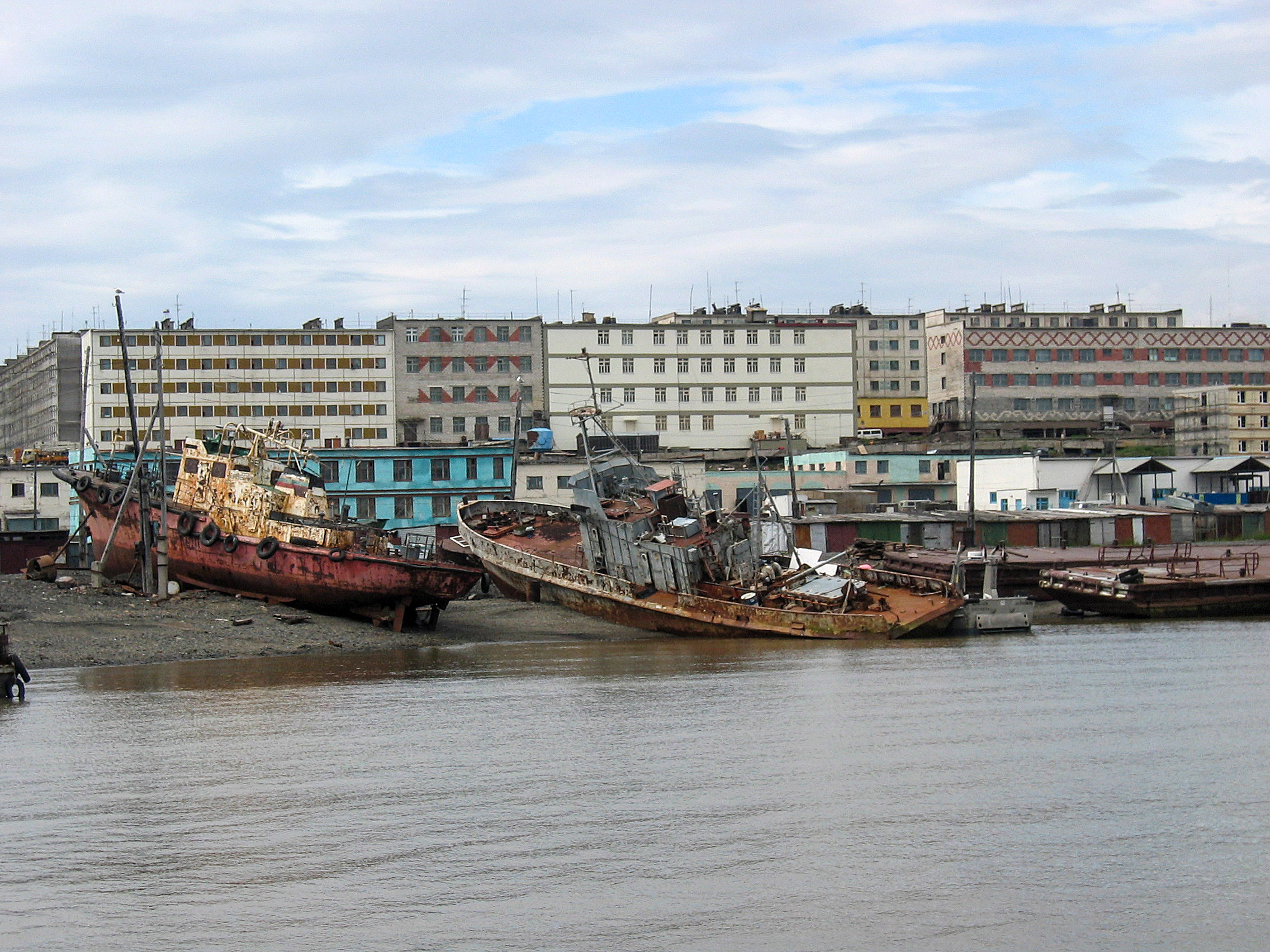
Port w Anadyrze – najstarszej osadzie na ziemiach Czukczów

Od lat 40. XVII w. datują się pierwsze kontakty Czukczów z rosyjskimi kolonizatorami. W owym czasie liczebność tego ludu wynosiła ok. 8–9 tys. osób. Stałe osady Czukczów (rybaków i myśliwych morskich ssaków) rozciągały się (przemieszane z osadami Eskimosów) na południe od przylądka Dieżniewa aż do niziny Anadyru i Kanczałanu. Pozostali Czukcze prowadząc koczownicze życie zamieszkiwali rozległe obszary Czukotki. W 1649 r. Rosjanie założyli na ziemiach Czukczów ufortyfikowaną osadę Anadyr.
Czukczowie w XVIII wieku prowadzili zażarte walki przeciwko Rosji i podległym Rosji ludom (głównie Koriakom). Najbardziej intensywne walki prowadzili w latach 1730–1731 i 1744–1747 przeciwko wyprawom Dymitra Pawłuckiego. Pomimo szeregu klęsk, uniemożliwili trwały podbój Czukotki, a w 1747 r. zabili samego Pawłuckiego. Do 1755 trwały niezbyt liczne i częste rajdy Rosjan na Czukczów i odwetowe napady Czukczów na Koriaków, Czuwańców i Rosjan. W 1755 r. rozpoczęły się rozmowy pokojowe, które przyniosły faktyczną niezawisłość Czukczów od Rosji, co przejawiło się likwidacją twierdz rosyjskich w 1765 r. i rezygnacją z pobierania danin. W 1778 formalnie Czukcze przyjęli władzę Rosji, jednak aż do końca istnienia Imperium Rosyjskiego danin i podatków nie płacili lub płacili tylko dobrowolnie sumy określane przez nich samych. Nie zezwalali także na budowę rosyjskich twierdz.

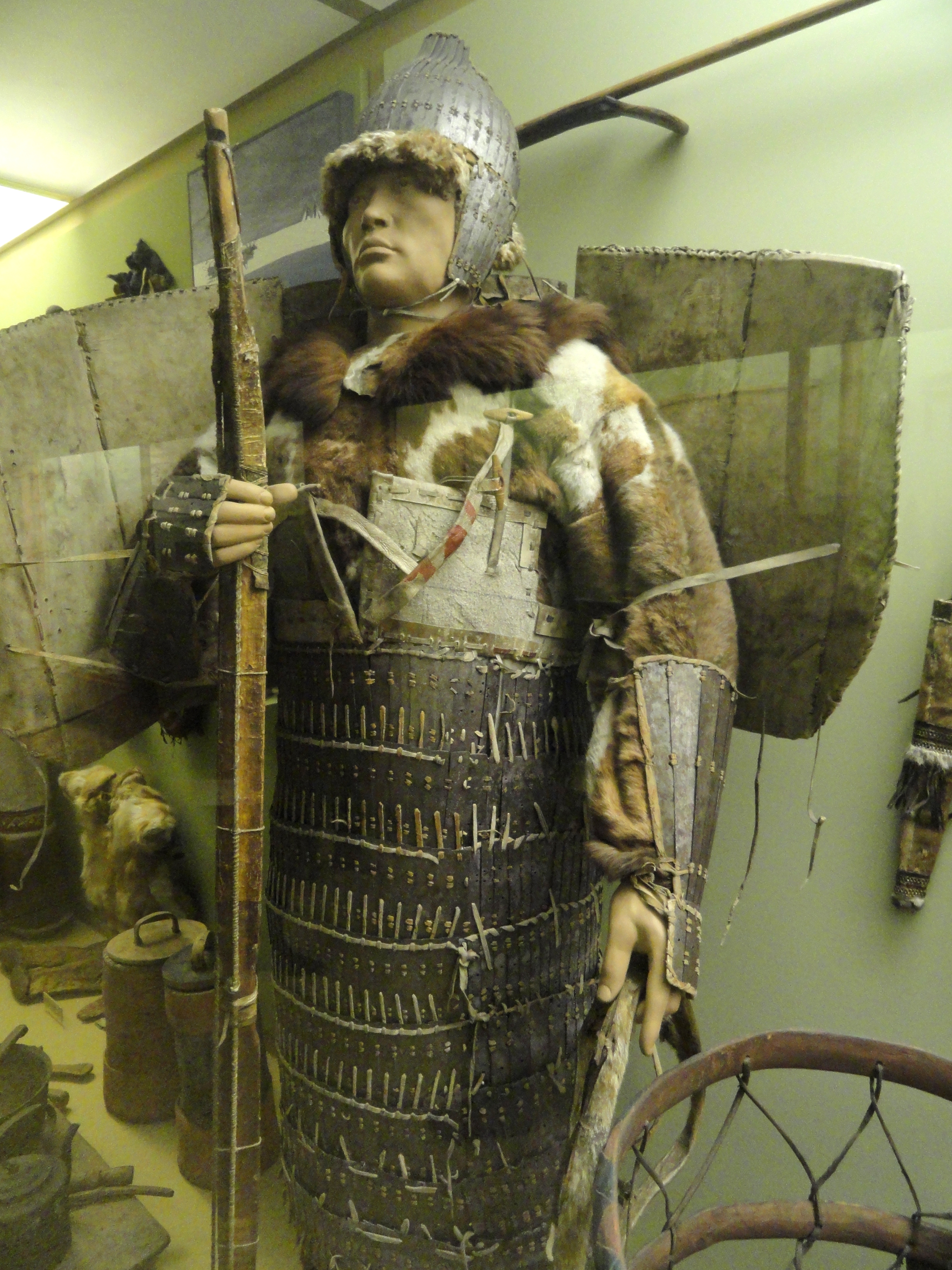
Zbroja lamelkowa i uzbrojenie czukockiego wojownika z XIX w. w zbiorach Amerykańskiego Muzeum Historii Naturalnej

Według wyników spisu powszechnego w 1897 r. liczebność Czukczów wynosiła 11 751 osób.

### XX wiek

Flaga Czukockiego Okręgu Autonomicznego

Herb Czukockiego Okręgu Autonomicznego

W Związku Radzieckim przyznano Czukczom ograniczoną autonomię, tworząc 10 maja 1930 r. Czukocki Okręg Narodowościowy, przemianowany w 1977 r. na Czukocki Okręg Autonomiczny.
W początkowym okresie władzy radzieckiej Czukcze prowadzili tradycyjne życie, a władze nie starały się im narzucać socjalistycznego modelu gospodarki. Dopiero po II wojnie światowej, wraz ze wzrostem liczebności nie-czukockiej populacji zaczęto wdrażać program narzucenia Czukczom sowieckiego modelu społeczeństwa. W związku z tym większość Czukczów koczowników zmuszono do przyjęcia osiadłego trybu życia, a tradycyjna działalność gospodarcza jak polowania na morskie ssaki i hodowla reniferów od lat 50. i 60. XX wieku odbywała się w ramach kołchozów.
Aż do początku XX w. ziemie Czukczów zamieszkiwali tylko nieliczni Rosjanie, pozostający w miastach. Po utworzeniu ZSRR i rozpoczęciu budowy przemysłu (zwłaszcza wydobywczego) liczba osadników z innych części kraju spowodowała, że Czukcze bardzo szybko stali się mniejszością narodową. Przed 1950 r. ich populacja stanowiła już mniej niż połowę ludności okręgu i nadal szybko spadał ich udział w populacji. Po rozpadzie Związku Radzieckiego ogólny kryzys gospodarczy spowodował, że napływowa ludność w poszukiwaniu pracy przenosiła się do innych części kraju. W związku z tym w okresie 1989–2002 ogólna liczba mieszkańców Czukockiego Okręgu Autonomicznego spadła blisko 3-krotnie, ale wzrósł udział Czukczów w populacji.
| rok  | liczba Czukczów w Czukockim OA | udział w populacji |
| ---- | ------------------------------ | ------------------ |
| 1939 | 12.111                         | 56,2%              |
| 1959 | 9.975                          | 21,4%              |
| 1970 | 11.001                         | 10,9%              |
| 1979 | 11.292                         | 8,1%               |
| 1989 | 11.914                         | 7,3%               |
| 2002 | 12.622                         | 23,5%              |

## Gospodarka

### Hodowla reniferów

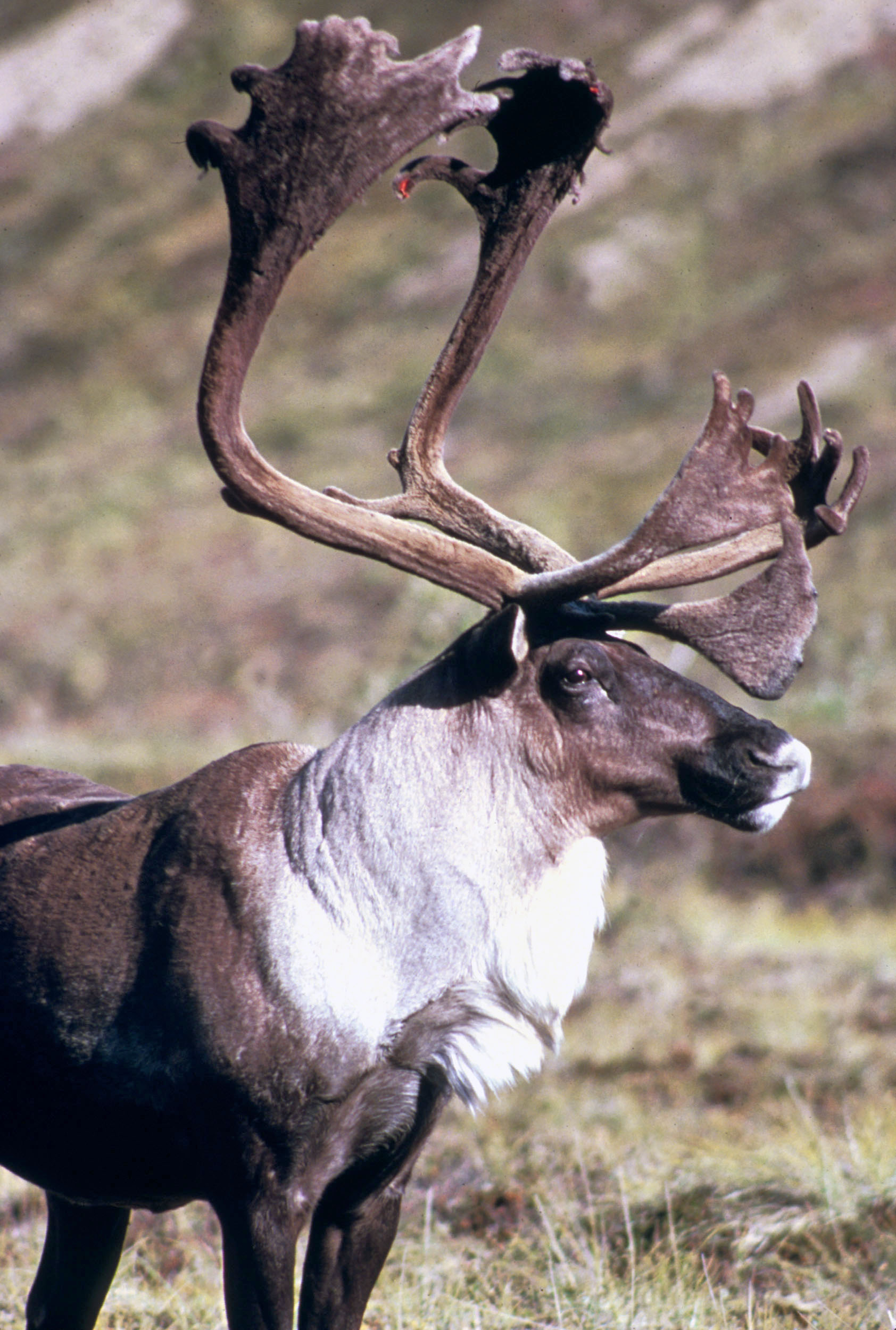
Renifer – podstawa gospodarki koczowniczych Czukczów

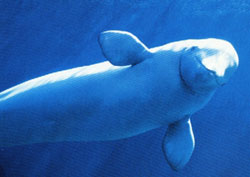
białucha – częsty obiekt polowań czukockich myśliwych

Głównym zajęciem tundrowych Czukczów była i jest koczownicza hodowla reniferów. Zwierzęta te mają znaczenie jako źródło mięsa i skór, a także jako środek transportu. Posiadane przez Czukczów stada renów są bardzo liczne, jednak zdecydowana większość zwierząt (poza wykorzystywanymi do jazdy i w zaprzęgu) jest oswojona tylko w niewielkim stopniu. Na okres zimowy stada pędzone są w miejsca osłonięte od silnych w tamtym rejonie świata wiatrów. Hodowlą reniferów zajmują się tylko mężczyźni; kobiety, dzieci i starcy pozostawali w przenoszonych zwykle co sezon osadach zlokalizowanych nad brzegami rzek lub morza (obecnie osiedla te mają charakter stały).

### Polowania na morskie ssaki
Podstawą gospodarki Czukczów zamieszkujących wybrzeża morskie jest polowanie na zwierzęta morskie, zwłaszcza ssaki: zimą i wiosną na różne gatunki fok, a latem i jesienią – na morsy i wieloryby. Polowanie na foki odbywało się na lądzie, w pojedynkę, a zadaniem myśliwego było podejście jak najbliżej zwierzęcia i zabicie go. Na większe zwierzęta polowano na morzu, w grupach złożonych z kilku łodzi.
Tradycyjną bronią myśliwych był harpun z pływakiem, włócznia oraz rzemienna sieć. Od 2. połowy XIX wieku u Czukczów pojawiła się także broń palna. Jej użycie spowodowało zmiany taktyki polowania na foki – odtąd myśliwi nie podchodzili zwierzęcia, tylko strzelali doń z dużej odległości, często z sań.

### Rybołówstwo, myślistwo i zbieractwo
Rybołówstwo u Czukczów było słabo rozwinięte, jedynie w rejonie dorzeczy Anadyru, Kołymy i Czaunu jego znaczenie było większe. Ryby łowiono przy pomocy wędki, sieci lub saka; latem – z łodzi, a zimą z lodu – za pomocą wybitej przerębli. Największe znaczenie miało poławianie migrujących stad łososi, które po złowieniu były konserwowane.
Myślistwo także nie miało większego znaczenia. Polowano niekiedy na dzikie renifery, a także na ptaki. Do dziś zachował się dawny sposób polowania na ptaki, polegający na wykorzystaniu tzw. boła – miotanego przyrządu złożonego z obciążonych sznurków, które odpowiednio rzucone oplatały lecącego ptaka i powodowały jego upadek. Poza tym Czukcze do polowań na ptactwo posługiwali się także innymi sposobami, niestosowanymi współcześnie, wykorzystując rozmaite rodzaje pułapek i sideł. Polowanie na edredony polegało na ogłuszaniu ich pałkami.
W ciepłej porze roku pewne znaczenie miało także zbieractwo jadalnych roślin i owoców, porastających tundrę. Czynnościami tymi zajmowały się kobiety i dzieci.

### Rzemiosło

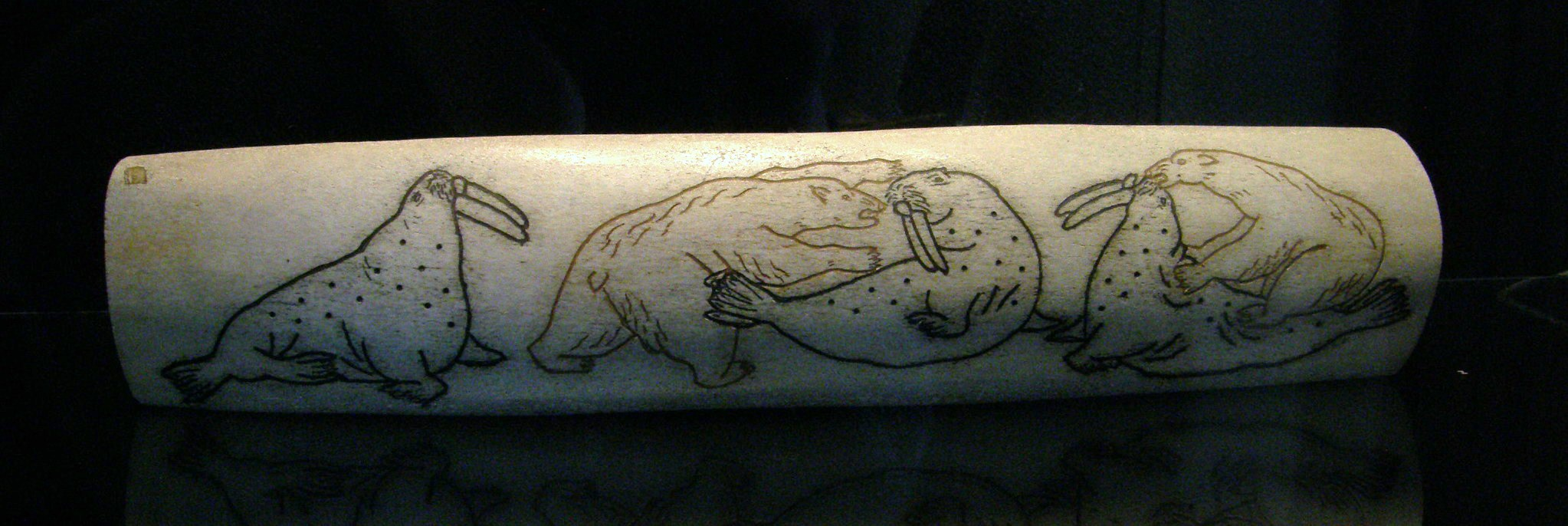
przykład sztuki czukockiej

Tradycyjnymi rodzajami rzemiosła rozpowszechnionymi wśród Czukczów była obróbka skór, wyplatanie toreb i innych wyrobów z włókien uzyskiwanych z dzikich roślin oraz obróbka kości, która osiągnęła wysoki poziom artyzmu w postaci skomplikowanych rzeźb i grawerunków w kłach morsa. Podobnie wyroby użytkowe w postaci skórzanych ubrań były często misternie zdobione poprzez wyszywanie na nich motywów ozdobnych włóknem uzyskiwanym z futra renifera.
W XX wieku centrum artystycznego rzemiosła Czukczów stała się założona w 1931 r. osada Uelen.

### Gospodarka w XXI w.
Obecnie zdecydowana większość zajmuje się tradycyjnymi zajęciami – hodowlą i polowaniem na morskie ssaki, które to zajęcia jednak często odbywają się w ramach większych podmiotów gospodarczych, będących kontynuacją dawnych kołchozów. Uzupełnieniem tej gospodarki jest – jak niegdyś – zbieractwo, myślistwo i rybołówstwo. Niektórzy Czukcze pracują w przemyśle (zwłaszcza paliwowo-energetycznym), w sferze usługowej, oraz w zawodach związanych z edukacją i ochroną zdrowia.
Obecnie rodziny Czukczów zajmujących się koczowniczą hodowlą reniferów – kobiety, dzieci i starcy – zamieszkują stałe osady, zwykle położone w pobliżu osad Czukczów nadmorskich.

## Ustrój społeczny

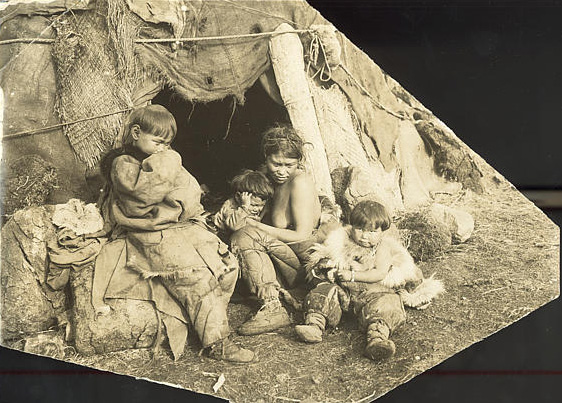
Czukcze przed tradycyjnym domem

Dla społeczności czukockiej charakterystyczny był patriarchalny ustrój społeczny, w którym duże znaczenie odgrywały też więzi sąsiedzkie. W czasie pierwszych kontaktów z Rosjanami ich społeczeństwo znajdowało się na etapie, gdy kończyła rozpadać się wspólnota pierwotna i pojawiały się różnice majątkowe pomiędzy poszczególnymi członkami społeczności.
Renifery, psy, domostwa, łodzie stanowiły już własność poszczególnych osób (a raczej rodzin), zaś ziemia, a zwłaszcza znajdujące się na niej pastwiska były własnością wspólną.
Najczęściej spotykaną strukturą społeczną u Czukczów koczowników była grupa 3–4 spokrewnionych ze sobą rodzin, wspólnie wędrujących i wypasających renifery. Niekiedy grupy te nie były spokrewnione. U bogatych właścicieli stad mieszkali ich pracownicy z rodzinami.
Kilkanaście do ponad 20 takich grup stanowiło kolejny szczebel wspólnoty: ich członkowie byli zobowiązani do pomagania innym grupom w razie zagrożenia.
Nadmorscy Czukczowie stanowili kilkurodzinne wspólnoty, których mężczyźni wspólnie udawali się na polowania lub (w XVI i XVII w.) – na łupieżcze wyprawy.
Ponadto funkcjonowały patrylinearne grupy rodowe (warat), związane wspólnymi obyczajami (m.in. wymiana krwi, rytualna wymiana ognia, jednakowe znaki tatuażu pokrywające twarze itd.). Znaczenie tych grup osłabło w XVIII wieku, a następnie zanikły one zupełnie.
Rodzina u Czukczów była zwykle monogamiczna, aczkolwiek u bogatszych spotykano poligamię; występowały też niekiedy elementy małżeństw zbiorowych.

### Niewolnictwo
Bardzo długo, bo miejscami aż do lat 40. XX w. zachowało się u Czukczów powstałe w XVI w. niewolnictwo. Niewolnikami byli zazwyczaj jeńcy wojenni, rzadziej natomiast w niewolę popadali sami Czukczowie, gdyż niechętnie widziano w tej roli własnych rodaków. W XVI i XVII w. nadmorscy Czukcze przeprawiali się w poszukiwaniu brańców nawet do Ameryki.
Niemniej jednak, zwłaszcza po zakończeniu epoki wojen w XIX w. niewolnikami byli często ubodzy, którzy popadali w niewolę z powodu długów.

## Życie codzienne

### Mieszkania

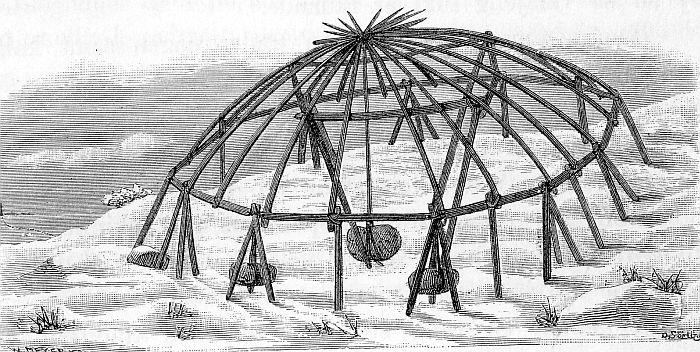
szkielet czukockiego domu

Czukcze żyli w rozkładanych namiotach o kształcie cylindryczno-stożkowym, wykonanych ze skóry, przy czym u Czukczów koczowników surowcem były skóry reniferów, a u nadmorskich – morsów. W najwyższym punkcie, w środku namiotu budowle te miały ok. 3 m wysokości. Wnętrze namiotu było podzielone za pomocą zasłon skórzanych, rozwieszonych na żerdziach stanowiących konstrukcję obiektu.

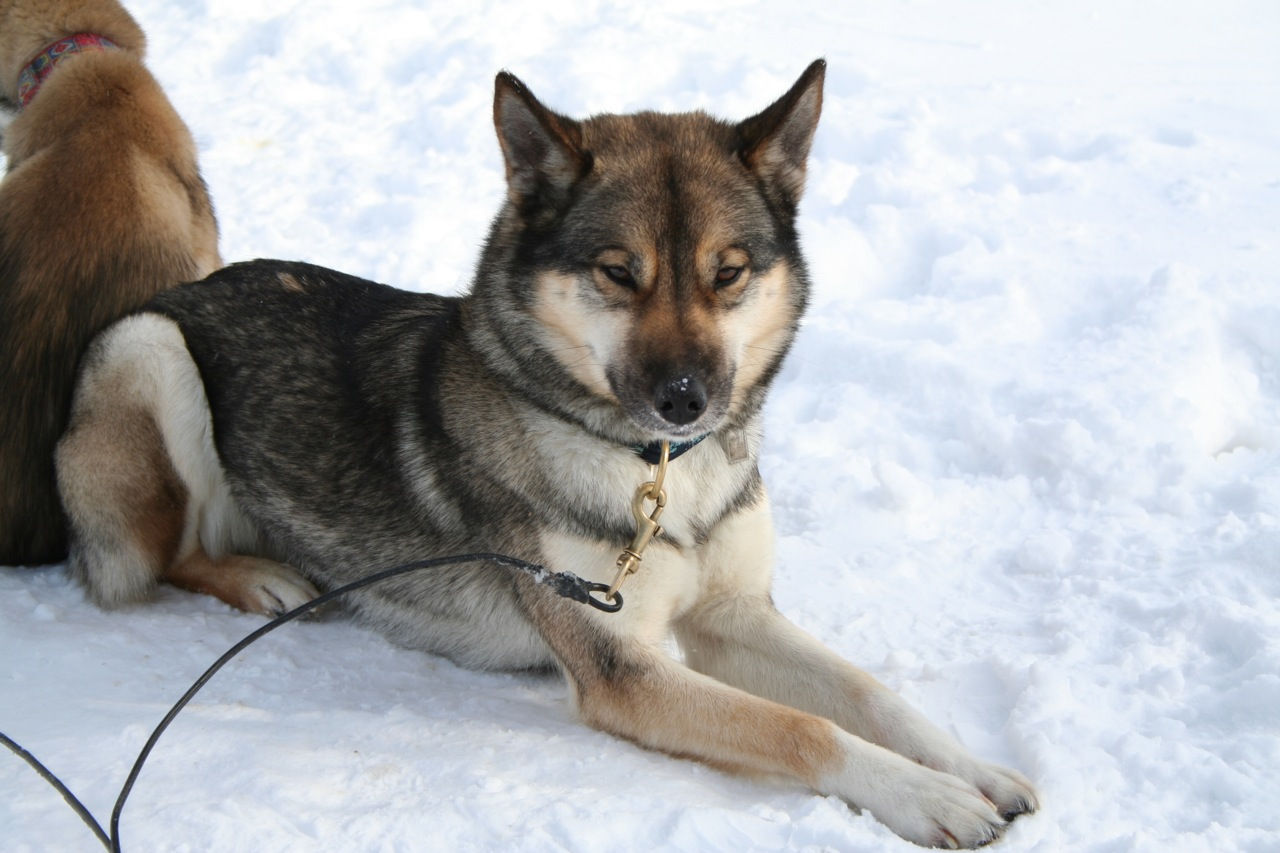
Jedna z odmian psa rasy husky

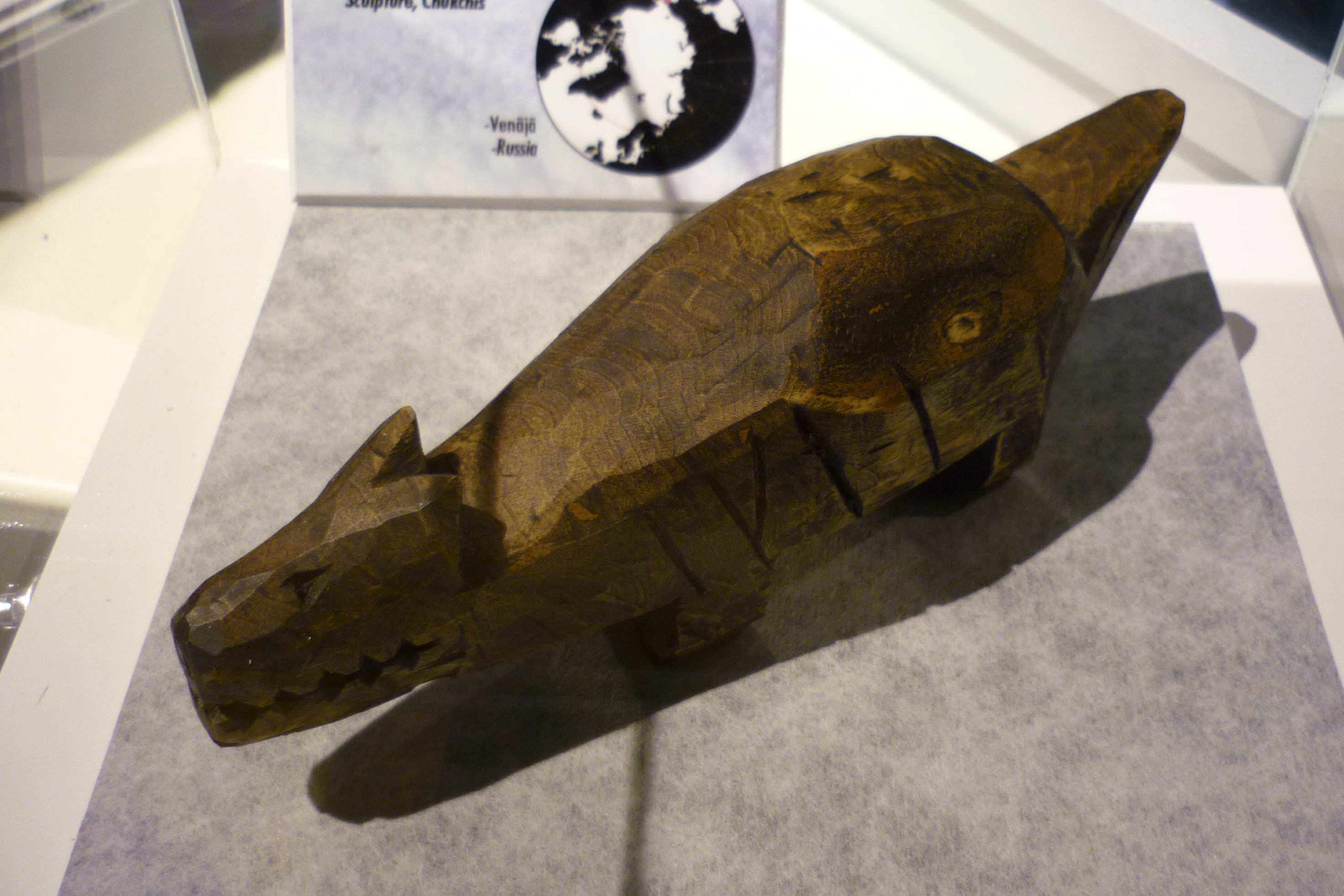
przykład sztuki czukockiej

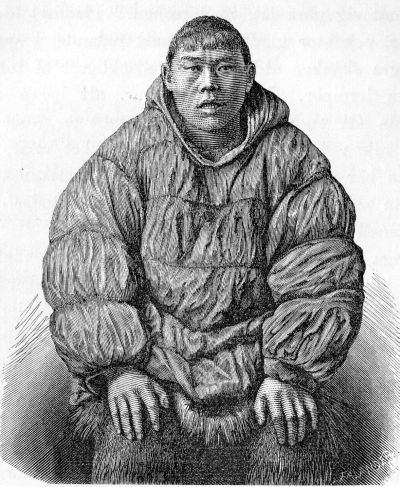
Czukcza w tradycyjnym skafandrze

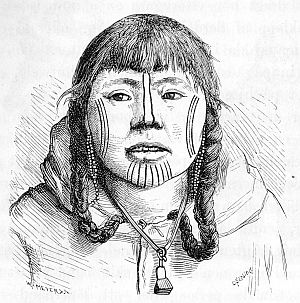
tradycyjny tatuaż na twarzy czukockiej kobiety

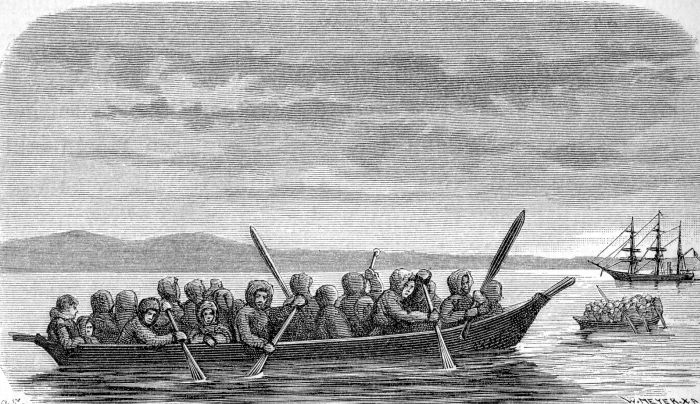
łódź czukocka

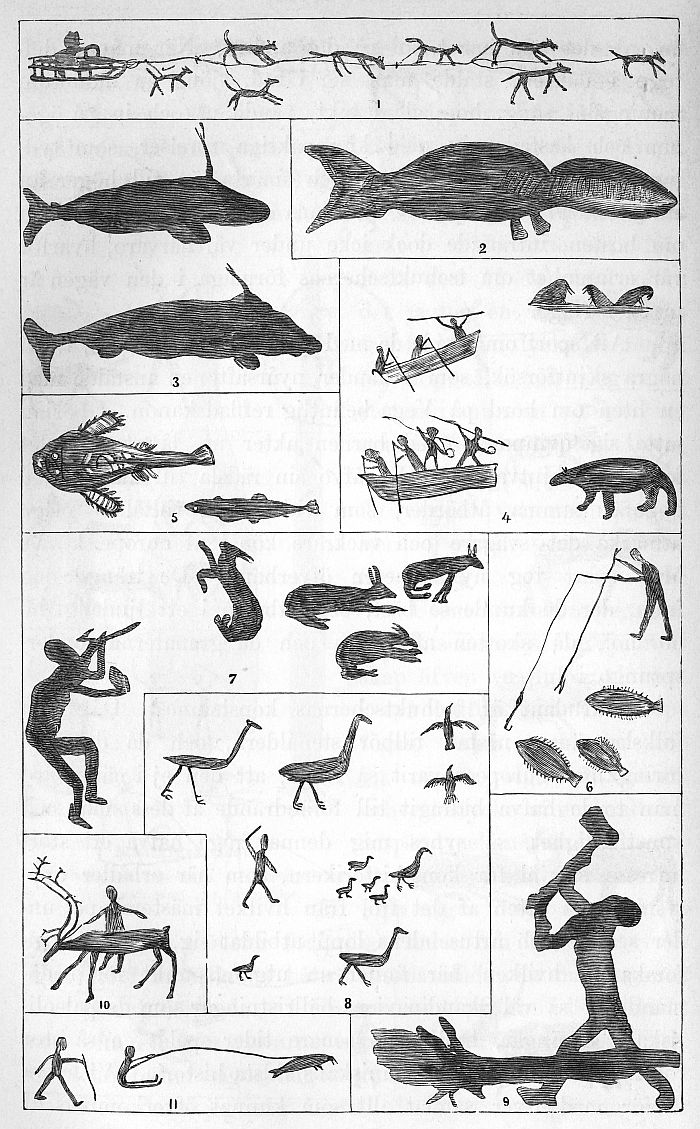
przykłady sztuki (rysunków) czukockiej

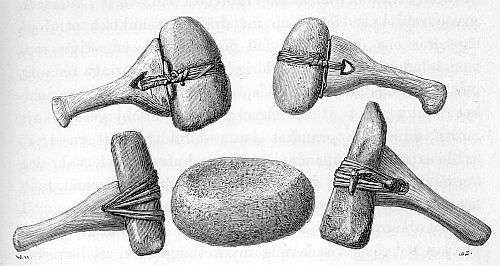
kamienne toporki czukockie

Pomieszczenia te oświetlano za pomocą kamiennej, glinianej, a nawet drewnianej lampki olejowej, służącej także do przyrządzania posiłków.
Zasadnicza różnica w konstrukcji domów koczowników i poławiaczy ssaków morskich wyrażała się w braku otworu dymnego w namiotach tej drugiej grupy Czukczów.
Do końca XIX w. u nadmorskich Czukczów spotykane było zapożyczone od Eskimosów domostwo o nazwie wałkaran (валкаран), która oznaczała dom ze szczęki wieloryba. Budynek miał formę półziemianki zbudowanej na konstrukcji z kości wieloryba, pokrytej ziemią i darnią.
Domy te stawiane były w grupach, a ich liczba zależała od liczebności populacji. U Czukczów koczowników, których grupy były mniej liczne, typowa osada składała się z 2–10 namiotów. Domy stawiano w linii prostej, jeden za drugim, a namiot najbardziej wysunięty na zachód należał do naczelnika danej grupy. U Czukczów nadmorskich liczba domostw sięgała 20 i więcej i nie było zasad dotyczących ich stawiania.

### Transport
Czukczowie wyhodowali rasę psa pociągowego husky, jednak w okresie późniejszym psy te u koczowników nie odgrywały większej roli i ich znaczenie zmalało na rzecz pociągowego wykorzystania renów. Pies jako zwierzę pociągowe zachował się natomiast u Czukczów nadmorskich. Tundrowi Czukcze przemieszczali się zwykle na długich saniach zaprzężonych w renifery, zaś Czukcze nadmorscy – na krótszych saniach z psim zaprzęgiem. W razie potrzeby pieszej wędrówki wykorzystywano specjalne narty (tzw. rakiety śnieżne). Czukcze nadmorscy do podróży morskich stosowali długie łodzie ze skór, wiosłowe, ze skośnym żaglem, zdolne pomieścić 20–30 osób.

### Odzież
Tradycyjna odzież Czukczów była prosta, wykonana ze skóry fok i reniferów. Mężczyźni nosili charakterystyczne podwójne kurtki, długie do kolan, przepasane w pasie rzemieniem, do którego przymocowywali nóż i worek na drobne przedmioty. Nosili też wąskie, podwójne spodnie i krótkie buty z futrzaną wyściółką. Nakrycia głowy noszono rzadko, zwykle tylko w podróży. U Czukczów nadmorskich dość częstym surowcem do produkcji odzieży były wnętrzności morsa.
Odzież kobiecą stanowił futrzany kombinezon, zimą – podwójny, latem pojedynczy i buty do kolan – znacznie dłuższe niż u mężczyzn. Kobiety nosiły też ozdoby – bransolety i naszyjniki.
U obu płci rozpowszechnione było tatuowanie twarzy: u mężczyzn – kręgi w pobliżu ust, a u kobiet – dwie kreski od nosa do czoła.
Mężczyźni nosili dość krótkie włosy, wygalali też część włosów; kobiety zaplatały dwa warkocze.

### Pożywienie
Podstawę pożywienia koczowników stanowiło mięso renifera, a Czukczów nadmorskich – mięso ssaków morskich. Mięso spożywano zarówno na surowo, jak i po ugotowaniu, jak też po ususzeniu.
W okresie zabijania reniferów koczownicy robili zapasy na zimę; jedną z popularnych niepsujących się potraw było danie w postaci żołądków tych zwierząt, gotowanych wraz z zawartością, z dodatkiem krwi i tłuszczu.
Czukczowie nadmorscy konserwowali mięso ubitych zwierząt zakopując je w jamach, zaszyte w skóry. Ryby spożywali na surowo, jedynie w rejonie Anadyru i Kołymy konserwowano łososie.
Pokarm pochodzenia roślinnego odgrywał mniejszą rolę: liście wierzby karłowatej, szczawiu i korzenie były zamrażane, suszone lub kiszone, same lub po zmieszaniu z tłuszczem i krwią. Czukcze nadmorscy z mielonych korzeni z mięsem i tłuszczem morsa wyrabiali okrągłe kluski. Spożywali też mięczaki i wodorosty.
W okresie późniejszym dieta ta uzupełniano była o pewne produkty żywnościowe pozyskiwane w drodze wymiany handlowej od Rosjan; największe znaczenie miała mąka, z której dodatkiem gotowano potrawy mięsne oraz z której na foczym tłuszczu smażono placki.

## Kultura i wierzenia
Współcześnie większość Czukczów (zwłaszcza osiadłych) wyznaje prawosławie, jednak wielu przedstawicieli tego narodu zachowało przedchrześcijańskie wierzenia; także formalnie prawosławni zachowali wiele elementów dawnej religii.
Rdzenna religia Czukczów była rodzajem szamanizmu, szeroko rozprzestrzenionego niegdyś na obszarze Syberii. W religii Czukczów dużą rolę odgrywał kult zwierząt, m.in.: niedźwiedzi polarnych, wielorybów i morsów. Dużą rolę odgrywały święte przedmioty – amulety, a także instrumenty muzyczne np. bębny, a także ogień. Duże znaczenie w religii miało przepowiadanie przyszłości przez szamanów.
Tradycyjne święta czukockie były ściśle związane z cyklem gospodarczym i dlatego wyglądały odmiennie u koczowników i Czukczów osiadłych. U Czukczów koczowników święta związane były z jesienno-zimowym zabijaniem reniferów, cieleniem się, pędzeniem stad na letnie pastwiska oraz powrotem z nich itd. U Czukczów nadmorskich ważne było święto wiosenne, związane z wypłynięciem na pierwszy w roku połów. Latem obchodzą święto obfitości związane z zakończeniem polowań na foki; jesienią składano ofiary morzu, by zapewnić sobie obfite łowy, zaś późną jesienią obchodzono święto ku czci Keretkuna – władcy zwierząt morskich, którego wyobrażano sobie jako drewnianą figurę, paloną po zakończeniu uroczystości.
Mitologia Czukczów wykazuje silne związki z wierzeniami Koriaków, Itelmenów i Eskimosów, a także ludów północno-zachodniej części Ameryki.
Istotną rolę w obrzędach religijnych Czukczów odgrywały instrumenty muzyczne, zwłaszcza bębny. Czukczowie znali rytualne tańce, a oprócz nich także mniej sformalizowane, improwizowane tańce w rodzaju pantomimy. Najbardziej charakterystyczny był taniec piciejnien (пичьэйнен), połączony z gardłowym śpiewem i okrzykami tańczących.

## Język czukocki
Język Czukczów zaliczany jest do języków paleoazjatyckich. Na co dzień posługuje się nim ok. 7–10 tys. osób, 50–66% całej czukockiej populacji. Liczba użytkowników tego języka od lat 50. spada, gdyż dla coraz większego odsetka Czukczów językiem ojczystym jest język rosyjski.
Język czukocki ma 5 niezbyt różniących się między sobą dialektów: ueleński (najszerzej rozprzestrzeniony), czauński, enmyliński, nunligrański i chotyrski.
Stopniowo wzrasta liczba Czukczów, dla których językiem ojczystym jest język rosyjski. Obecnie jest to ok. 30% całej populacji, przy czym odsetek ten jest wyższy wśród ludzi młodych. W sumie ok. 2/3 Czukczów swobodnie posługuje się językiem rosyjskim. Zjawisko wypierania czukockiego przez rosyjski jest związane głównie z zawieraniem coraz większej liczby mieszanych małżeństw.
W języku czukockim występuje harmoniczność samogłosek. Jest zaliczany do języków aglutynacyjnych. Ma kilka typów deklinacji i koniugacji. Czasownik odmienia się ze względu na podmiot i dopełnienie (podobnie jak w języku baskijskim). Cechą charakterystyczną składni jest ergatywność. W słownictwie dużo zapożyczeń z rosyjskiego.
Obecnie w języku czukockim (który nauczany jest w szkołach) produkowane są audycje radiowe i telewizyjne, a w Magadanie ukazuje się literatura.

## Literatura i piśmiennictwo
Czukczowie bardzo długo nie posiadali literatury w formie pisanej, co jednak nie przeszkodziło im w wytworzeniu licznych opowieści i mitów, przekazywanych ustnie z pokolenia na pokolenie. Treści tych często na poły religijnych opowiadań były rozmaite: były nimi mity kosmogoniczne, opowieści o bohaterach bazujące na wydarzeniach historycznych, opowieści o duchach, bajki o zwierzętach, historie przygodowe itd.
W okresie przedhistorycznym Czukczowie posługiwali się piktogramami symbolizującymi pewne pojęcia i zdarzenia. Pierwszy zapis alfabetyczny języka czukockiego w formie druku pojawił się w 1884 r., a następnie w 1894 r. Obie publikacja wydrukowano w Jakucku i związane były z koronacjami carów.
W latach 20. pojawiła się próba opracowania oryginalnego czukockiego alfabetu, bazującego na dawnych, piktograficznych symbolach przystosowanych do głosek języka czukockiego.
Literatura czukocka w formie pisanej istnieje w zasadzie dopiero od 1931 r.; początkowo zapis odbywał się przy pomocy alfabetu łacińskiego, a od 1936 – cyrylicy. Od tego czasu w języku czukockim pojawiają się niekiedy publikacja książkowe, podręczniki i prasa.
Współczesny alfabet czukocki:
| А а | Б б | В в | Г г | Д д | Е е | Ё ё | Ж ж |
| З з | И и | Й й | К к | Ӄ ӄ | Л л | М м | Н н |
| Ӈ ӈ | О о | П п | Р р | С с | Т т | У у | Ф ф |
| Х х | Ц ц | Ч ч | Ш ш | Щ щ | Ъ ъ | Ы ы | Ь ь |
| Э э | Ю ю | Я я | '   |     |     |     |     |

Od lat 90. XX w. problemami związanymi z ochroną i przekazywaniem tradycji Czukczów zajmuje się Związek Narodów Czukotki.

## Problemy społeczne
Wśród Czukczów w końcu XX w. pojawiły się liczne problemy społeczne związane z upadkiem tradycyjnego stylu życia oraz bezrobociem, jak też negatywnymi wzorcami osobowymi przejmowanymi od Rosjan. Rozprzestrzenia się alkoholizm, problemem jest też wysoki wskaźnik samobójstw. Zatrucie środowiska spowodowane rabunkową gospodarką powoduje wysoką (ok. 3–4 razy wyższą niż w pozostałych częściach Rosji) śmiertelność niemowląt.